# Palácio da Ajuda
Palácio Nacional da Ajuda är ett tidigare kungligt palats i Lissabon i Portugal. 

## Bakgrund
Efter att Paço da Ribeira förstörts under jordbävningen i Lissabon 1755 uppfördes en tillfällig men bekväm och luxuös byggnad i trä på denna plats, som betraktades som säker, där hovet bodde mellan 1755 och 1777. När Maria I besteg tronen 1777 valde hon att fortsätta bo i sin befintliga bostad Palácio de Queluz, dit hovet därför flyttade. 

Det nuvarande permanenta palatset uppfördes mellan 1796 och 1827. Palatset användes tidvis för olika ceremonier under 1800-talet, men det användes som bostad av enbart en av Portugals monarker: Ludvig I (1861–1889).  

## Bildgalleri

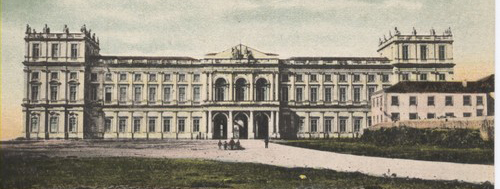
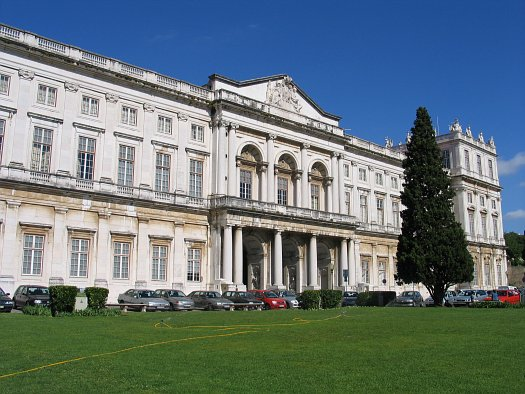
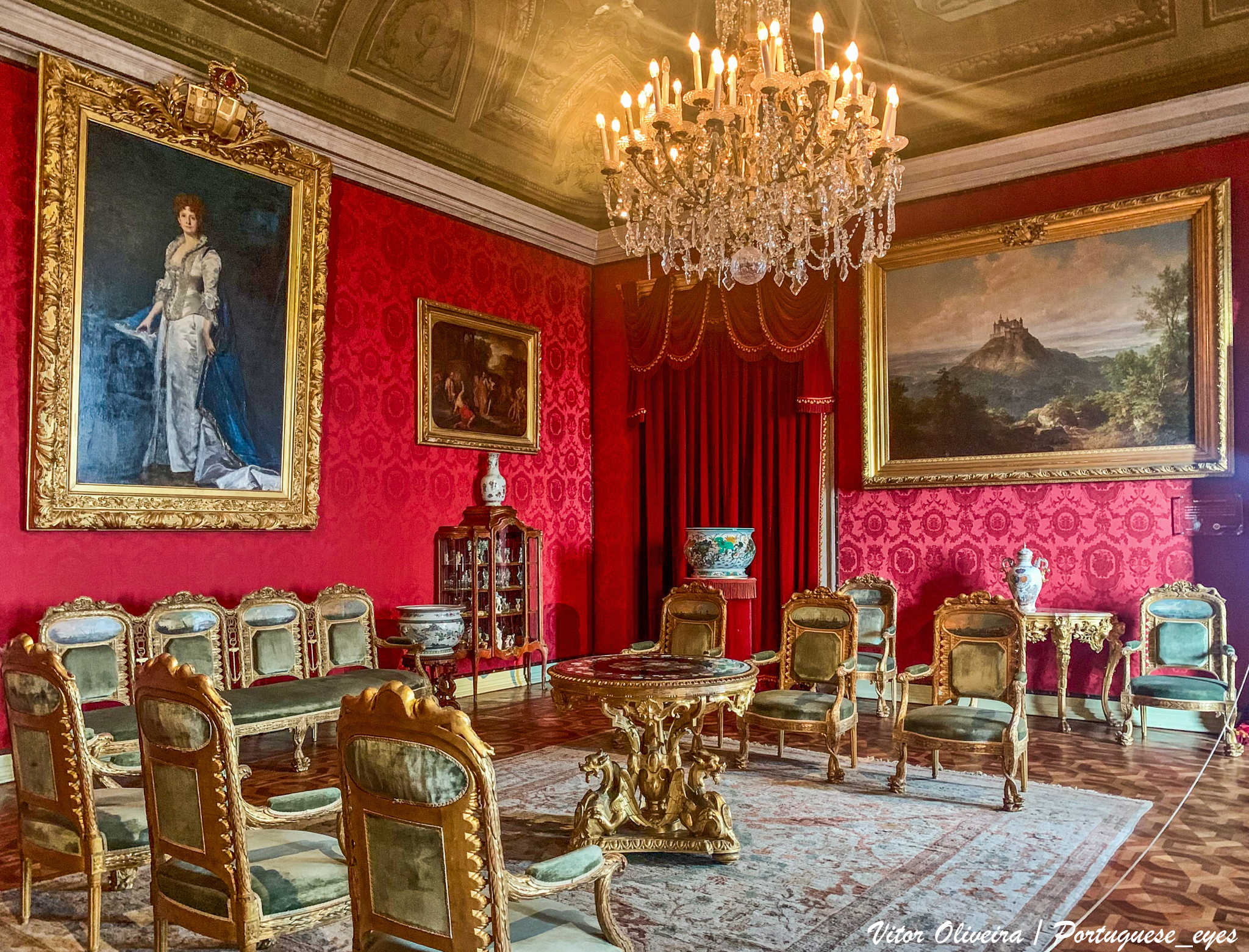